# Cupido minuta
Cupido minuta är en fjärilsart som beskrevs av Eugen Johann Christoph Esper. Cupido minuta ingår i släktet Cupido och familjen juvelvingar. Inga underarter finns listade i Catalogue of Life.